# Nino Maisuradze
Nino Maisuradze (géorgien : ნინო მაისურაძე), née le 13 juin 1982 à Tbilissi (Géorgie), est une joueuse d'échecs française d'origine géorgienne détentrice du titre de grand maître international féminin. Elle est championne de France 2013 et 2014 et a obtenu son meilleur Elo en septembre 2014 avec 2 349 points.

## Biographie
Née en Géorgie, elle vient vivre en France après un premier mariage, à Arpajon, en 2003.
En août 2007, elle obtient sa première norme de grand maître féminin (GMF) dans un tournoi à Dobrinj en Croatie.
En 2008, elle obtient sa première norme de MI et une seconde norme de GMF au tournoi de Malakoff.
Elle obtient la nationalité française en 2009. Elle est sélectionnée au Championnat de France cette même année et y gagne une partie contre la championne en titre, Sophie Milliet.
Elle obtient sa troisième et dernière norme de grand maître féminin en septembre 2009 lors du tournoi d'échecs Draga de Rijeka, en Croatie.
Elle est vice-championne de France en 2011.
En 2012, elle fait partie de l'équipe nationale Française à l'Olympiade d'échecs féminine d'Istanbul où son équipe finit septième.
Le 23 août 2013, elle devient championne de France à l'issue d'un départage en blitz contre Mathilde Congiu. Elle participe la même année au Championnat du monde de solutions de problèmes d'échecs avec l'équipe de France.
En avril 2014, elle apprend qu'elle n'est pas sélectionnée dans l'équipe nationale française féminine à l'Olympiade d'échecs de 2014, ayant connu une baisse momentanée de son classement Elo au moment de la sélection. Le sélectionneur, Matthieu Cornette, estime en effet que les autres joueuses sélectionnées jouent mieux qu'elle bien qu'elle soit championne de France en titre.
Le 28 août 2014, elle obtient un 2e titre de championne de France à Nîmes.
Nino joue pour le club de Bischwiller (Bas-Rhin). En mai 2015, elle remporte le TOP 12 avec son équipe, division élite, après avoir terminé 3e en 2013 et 2e en 2014. Cette même année, elle remporte également le championnat de France féminin par équipes avec Bischwiller.
Le 17 août 2015, elle est vice-championne de France à Saint-Quentin.
Le 11 et 12 juin 2016 elle remporte le championnat de France féminin de parties rapides à Monteux.
Le 21 août 2016 elle se classe 5e du championnat de France féminin à Agen.
De 2015 à 2022, elle remporte avec l'équipe de Bichwiller à plusieurs reprises le Championnat de France d'échecs des clubs.